# Pal·larstanur
El pal·larstanur és un mineral de la classe dels sulfurs.

## Característiques
El pal·larstanur és un sulfur d'arsènic, estany i pal·ladi, de fórmula química Pd₅(Sn,As)₂. Anteriorment es pensava que la seva fórmula podia ser Pd₈(As,Sn)₃. Cristal·litza en el sistema hexagonal. Es troba en forma de prismes hexagonals i grans anèdrics allargats i petits, amb contorns rectangulars; poques vegades com a grans sinuosos, de fins a 1,5 mm. La seva duresa a l'escala de Mohs és 5.
Segons la classificació de Nickel-Strunz, el pal·larstanur pertany a «02.AC: Aliatges de metal·loides amb PGE» juntament amb els següents minerals: atheneïta, vincentita, arsenopal·ladinita, mertieïta-II, stillwaterita, isomertieïta, mertieïta-I, miessiïta, estibiopal·ladinita, menshikovita, majakita, pal·ladoarsenur, pal·ladobismutarsenur, pal·ladodimita, rodarsenur, naldrettita, polkanovita, genkinita, ungavaïta, polarita, borishanskiïta, froodita i iridarsenita.

## Formació i jaciments
Va ser descoberta l'any 1981 a la mina Mayak, a Norilsk, a l'Altiplà de Putorana (Península de Taimir, Taimíria, Rússia). També ha estat descrita a jaciments al Canadà, Finlàndia, Sud-àfrica, els Estats Units i en altres localitats russes. Es troba fent intercreixements amb altres minerals en cubanita massiva, calcopirita i talnakhita. Sol trobar-se associada amb pentlandita, rustenburgita-atokita, polarita, sperrylita, majakita, aliatges de platí i ferro, i aliatges d'or, plata i coure.